# Fukushima Masanori

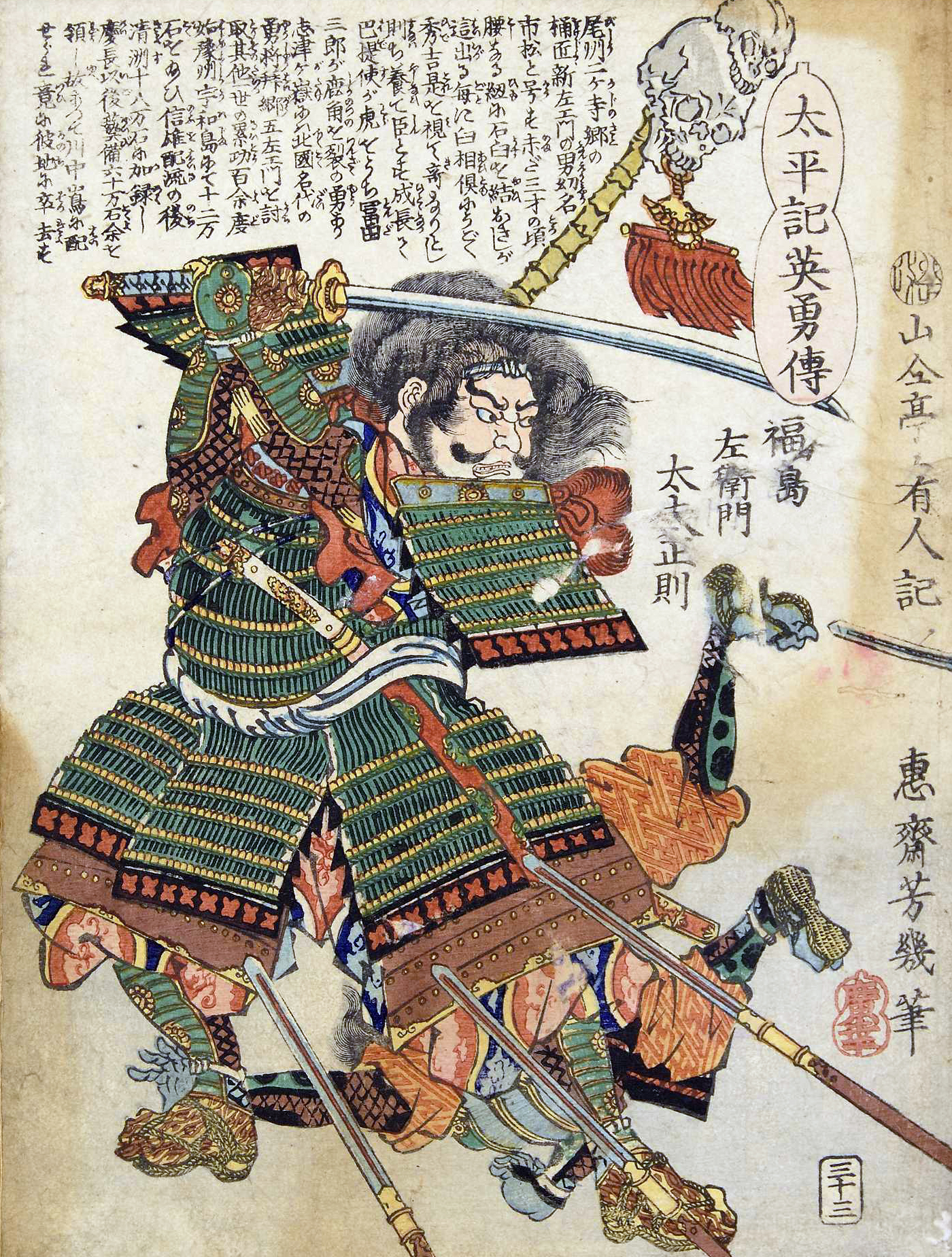
Fukushima Masanori

Fukushima Masanori (japanisch 福島 正則; geboren 1561 im Dorf Futatsudera, Kreis Kaitō, Provinz Owari; gestorben 26. August 1624 im Dorf Takaino, Kreis Takai, Provinz Shinano) war ein japanischer Daimyō der späten Sengoku- bis zur frühen Edo-Zeit, bekannt als einer der „Sieben Speere von Shizugatake“.

## Leben und Wirken

### Frühe Jahre
Fukushima Masanori war ein Sohn von Fukushima Masanobu (福島 正信), auch Ichibei (市兵衛) genannt. Seine Mutter war eine Tante von Toyotomi Hideyoshi. Er führte den Kindheitsnamen Ichimatsu (市松). Die Familie soll Fässer (桶, Oke) hergestellt haben. Er war seit seiner Kindheit ein enger Begleiter von Hideyoshi und diente als dessen unterer Gefolgsmann bei der Invasion der Burg Miki (三木城) in der Präfektur Hyōgo im Jahr 1578, wo er sich erstmals auszeichnete.
1581 erhielt Fukushima als Lehen Imabari (今治) in der Provinz Iyo mit einem Einkommen von 10.0000 Koku. Unter Hideyoshis Banner machte er sich weiterhin einen Namen in Schlachten wie der Schlacht von Yamazaki 1582, oder der Schlacht von Shizugatake 1583, wo er sich als einer der „Sieben Speere von Shizugatake“
Nach der Eroberung von Kyūshū durch Hideyoshi 1587 erhielt Fukushima im selben Jahr ein Einkommen von 110.000 Koku in der Provinz Iyo (Heute Präfektur Ehime) und zog in die Burg Yuzuki  (Heute in der Stadt Matsuyama) ein. Später zog er auf die Burg Kokubu () in der Stadt Imabari. Nach der Befriedung von Shimazu (島津征伐), dem Odawara-Feldzug und der Entsendung von Truppen nach Korea erhielt er 1595 die Burg Kiyosu in der Provinz Owari mit einem Einkommen von 240.000 Koku. In der Schlacht von Sekigahara schlug er sich auf die Seite von Tokugawa Ieyasu und wurde mit 498.000 Koku in den Provinzen Aki und Bingo zum Lehnsherrn ernannt und zog in die Burg Hiroshima ein, die bis dahin die Mōri-Familie (毛利氏) besessen hatte.

### Spätere Jahre
Fukushima blieb auch Hideyoshis Sohn Toyotomi Hideyori (1593–1615) auf der Burg Osaka treu verbunden. Er verlor aber an Kraft, als seine Kameraden, darunter Katō Kiyomasa und Asano Yoshinaga (浅野 幸長; 1576–1613) starben. Im Jahr 1617 wurde er zum „Junior Fourth Rank, Lower Councilor“ (従四位下参議), ernannt. 1619 kritisierte das Shogunat den unerlaubten Ausbau der Burg Hiroshima als Verstoß gegen verschiedene Samurai-Gesetze (武家法, Buke-hō). Honda Masazumi (本多 正純; 1565–1637) und andere Mitglieder des Shogunats strebten eine gütliche Lösung durch den teilweisen Abriss der Hiroshima-Burg an. Aber diese Bedingung für eine Lösung wurde von der Fukushima-Seite nicht vollständig erfüllt. Als Shogun Tokugawa Hidetada davon erfuhr, verfügte er verärgert, dass Fukushima besitzmäßig herabgestuft wurde.
Masanori wurde Priester, nannte sich Kōsai (高斎), wurde nach Kawanakajima (川中島) in der Provinz Shinano, hatte noch ein Einkommen von 45.000 Koku. Er zog dann in das Dorf Takaino (高井野村), wo er 1624 an einer Krankheit starb. Sein Besitz wurde beschlagnahmt, da seine sterblichen Überreste vor der Ankunft des Vertreters des Shogunats eingeäschert worden waren. Sein Grab befindet sich am Untertempel Kaifuku-in (海福院) des Myōshin-ji in Kyōto. Die Relikte seiner Residenz sind als historische Stätte der Präfektur ausgewiesen.
Im Werk „Tokugawa Jikki“ (徳川実紀) wird Fukushima als Mann mit gewalttätigem Temperament und schlechtem Benehmen beschrieben, der sich als Feudalherr disqualifiziert hatte und dem auch Verrat nachgesagt wurde. So kann man sagen kann, dass dies die wahren Gründe für seinen Niedergang waren, wenn auch seine Sympathie für das Christentum als Grund angeführt wird. Aus seiner politischen, wirtschaftlichen und kulturellen Politik als Herr der Burg Hiroshima lässt sich schließen, dass Masanori tatsächlich ein fähiger und herausragender Mann war.